# Thomas Reynolds (martyr)
Pour les articles homonymes, voir Reynolds.
Thomas Reynolds (de son vrai nom Thomas Green), né dans le Oxfordshire en 1562 et mort le 21 janvier 1642 à Tyburn en Angleterre, est un prêtre catholique anglais, accusé de trahison et exécuté sous le règne de Charles Ier. 

## Biographie
Né dans une famille probablement restée fidèle à l'Église catholique devenue souterraine, il doit donc se rendre sur le continent pour étudier la théologie catholique et devenir prêtre. Il est dans un premier temps inscrit au collège anglais de Douai alors déménagé à Reims. En 1590 on le retrouve au Collège anglais de Valladolid dont il semble avoir été un des tout premier étudiants. Il poursuit ensuite sa formation dans le collège saint Grégoire de Séville, institution fondée par les Jésuites et qui forme les futurs prêtres et missionnaires anglais. 
Il retourne en Angleterre en 1592 et commence son ministère dans la discrétion jusqu'à son arrestation en 1606. Il fait partie des rares prêtres de l'époque qui échappent à une immédiate condamnation à mort. Il est condamné à l'exil. Mais peu de temps après il est de retour et pendant près de 20 ans, dans le secret, il continue son ministère de prêtre catholique. Arrêté une nouvelle fois en 1628 ses juges se montrent moins cléments. Il est condamné à mort. Néanmoins il n'est pas exécuté. Il bénéficie, comme des autres prêtres catholiques emprisonnés, de la protection de la reine Henriette-Marie de France, une catholique . Il peut même sortir de prison et continuer son ministère auprès des catholiques de Londres. Lorsque Charles Ier et son épouse doivent fuir Londres (Le roi est alors en conflit avec le parlement composé à majorité de puritains), son sort est joué. Le roi éloigné pour un temps, le parlement décide de mettre à exécution la décision de mise à mort des prêtres catholiques emprisonnés. Il est transféré de la prison de Newgate à celle de Tyburn où il est exécuté en compagnie de Alban-Barthélémy Roe.

## Vénération
Reconnu comme un martyr catholique, il est béatifié en 1929 par le pape Pie XI avec cent six autres catholiques martyrisés comme lui. Figurant aussi dans la liste des martyrs de Douai il est vénéré par l'Église catholique le 4 mai avec le groupe des Cent sept martyrs d'Angleterre et du Pays de Galles et individuellement le 21 janvier.